# Christina Aguilera
Christina Maria Aguilera (New York, 1980. december 18. –) ötszörös Grammy-díjas amerikai popénekes, dalszövegíró és színésznő. A televízióban először a Star Search program jelöltjeként mutatkozott be, majd a Disney Channel The New Mickey Mouse Club című műsorában szerepelt 1994-ig. 1998-ban miután elkészítette a Mulan című Disney rajzfilm betétdalát, a "Reflection" című felvételt, az énekesnő lemezszerződést kötött az RCA Records kiadóval.
Első nagylemezével (Christina Aguilera, 1999) vált ismertté, melyről három kislemeze, a "Genie In A Bottle", a "What a Girl Wants" és a "Come On Over Baby (All I Want Is You)" is a Billboard Hot 100 lista első helyén végzett. Ezt követően latin pop albuma (Mi reflejo, 2000) és számos duett hozta meg a világhírt. Harmadik stúdióalbuma, egy karácsonyi album, a My Kind of Christmas 2000-ben jelent meg.
2002-ben miután menesztette menedzserét, átvette negyedik, Stripped című nagylemezének kreatív irányítását. Az albumról megjelent második maxi, a "Beautiful" mindamellett, hogy kritikusok között széles körben elismerést váltott ki, a 2004-es Grammy-díjátadón elnyerte a legjobb női popénekesnek járó díjat is.
Aguilera ötödik stúdióalbuma (Back to Basics, 2006) soul, jazz és blues elemeket tartalmazott. Három világsláger került kiadásra az albumról, az "Ain't No Other Man", a "Hurt", valamint a "Candyman" című felvételek.
Az énekesnő hatodik nagylemeze (Bionic) 2010 júniusában jelent meg. A hosszú szünetet követő nagylemez végül kereskedelmileg rosszul teljesített az albumot követő kislemezekkel együtt.
2011-ben Aguilera ismét világsikert ért el, mikor a Maroon 5 együttessel közösen kiadta a "Moves Like Jagger" nevű kislemezt. A dal számos országban vezette a toplistát, többek között az Egyesült Államokban is, ahol a felvételnek köszönhetően Aguilera ötödik Billboard Hot 100 listavezető dalát szerezte meg.
2012 novemberében jelent meg Lotus című nagylemeze. Az első kislemezt, a "Your Body"-t az albumot megelőzve szeptemberben kiadták.
Énekesi karrierje mellett filmes és televíziós karrierbe is kezdett. 2010-ben a Díva című mozifilmben szerepelt Cher mellett. 2011-ben az amerikai The Voice nevű televíziós tehetségkutató verseny bírája lett Adam Levine, Blake Shelton és Cee Lo Green társaságában.

## Élet és karriertörténet

### 1980–1998: A kezdetek
Félig ecuadori származású, apja őrmester volt a hadseregnél, édesanyja pedig, aki ír, német, walesi és holland gyökerekkel bír, zongoraművésznő, aki az ifjúsági szimfonikus zenekarral egész Európát bejárta. Christina 18 évesen már a fél világot megismerte, hosszabb-rövidebb ideig élt Japánban, Floridában, Texasban és New Jerseyben, mielőtt Wexfordban végleg letelepedtek. „Mióta az eszemet tudom, mindig arra vágytam, hogy a színpadon állhassak” – jelentette ki.
1992-ben csatlakozott a Disney Channelen futó The New Mickey Mouse Clubhoz, ahol Justin Timberlake és Britney Spears mellett is gyakran feltűnt. 1994-ben kezdődött el zenei pályafutása, amikor Japánban Keizo Nakanishivel elkészítette az All I Wanna Do című duettet. Miután 1998-ban visszatért az Egyesült Államokba, felkérték a Mulan című Disney-film betétdalának, a Reflection-nek az elkészítésére. A dal jó kritikákat kapott, még a Golden Globe jelöltjei között is szerepelt animációs filmhez készült legjobb zene kategóriában.

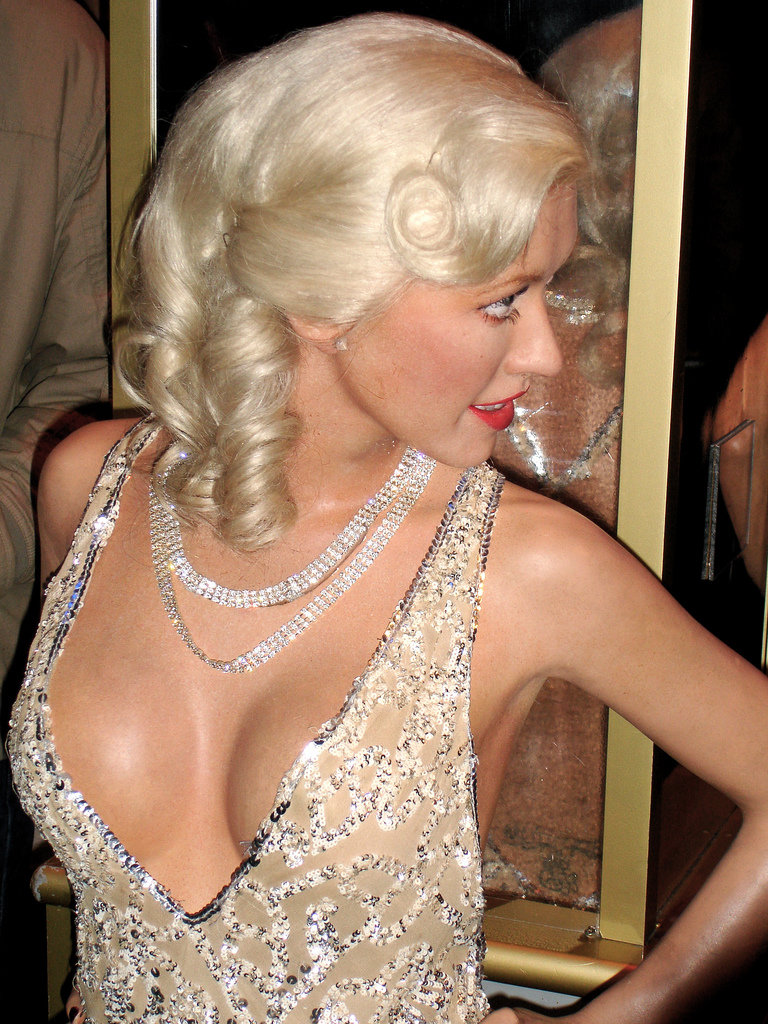
Christina Aguilera viaszszobra a Madame Tussaud panoptikumában

### 1999–2001:Christina Aguilera,Mi Reflejo, ésMy Kind of Christmas
1998-ban Christina szerződést kötött az RCA Records lemezcéggel, majd nem sokkal később megjelent Aguilera nevét viselő debütáló albuma. A felvételről megjelent dalai közül sorrendben három, a "Genie in a Bottle", a "What a Girl Wants", és az "Come On Over Baby (All I Want Is You)" is listavezető lett az Egyesült Államokban. Köszönhetően az album sikerének, az énekesnő elnyerte a legjobb új előadónak járó Grammy-díjat.
2000-ben elkészítette spanyol nyelvű albumát Mi reflejo címmel illetve egy karácsonyi album is kiadásra került My Kind of Christmas címmel. Ugyanebben az évben #4 lett a Maxim magazin a világ 100 legszexisebb nője listán. 2001-ben Lil' Kimmel, Pinkkel és Mýával közösen feldolgozták a Moulin Rouge! című filmhez Patti LaBelle Lady Marmalade című dalát. A dal öt hétig vezette az amerikai Billboard Hot 100 slágerlistát, és 11 másik országban is listaelső volt. A feldolgozásért mind a négy énekes Grammy-díjat kapott. A Moulin Rouge dal mellett Ricky Martin is felkérte egy duettre, a "Nobody Wants to Be Lonely" című legújabb maxiján.
Bár a Christina Aguilera album megalapozta az énekesnő karrierjét mint szólóénekes, Christina elégedetlen volt azzal az imázzsal, melyet menedzsmentje erőltetett rá. Elmondása szerint az a "bubble gum" pop stílus amely tökéletesen igazodott a trendhez, mondvacsinált és egyáltalán nem fedi valódi személyiségét. Ennek is köszönhető, hogy végül következő stúdióalbuma előkészítése közben menesztette menedzserét.

### 2002–2003:Stripped

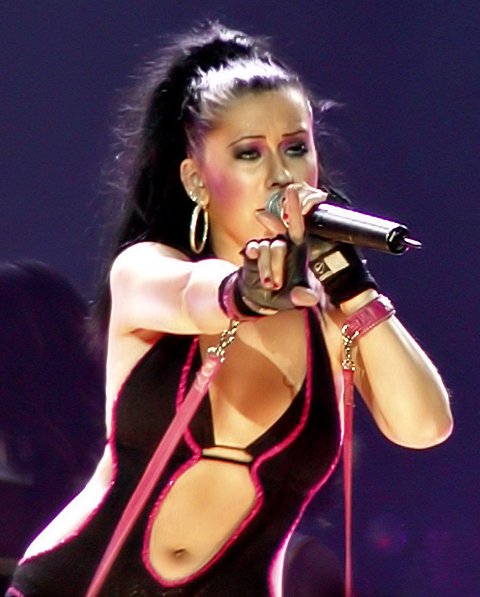
Aguilera énekel a Stripped világ körüli turné egyik állomásán

2002-ben Christina kiadta Stripped című stúdióalbumát. A felvétel jelentős stílusváltás volt előző munkáihoz képest. Az albumon egy új eddig nem ismert Augilerával találkozhatunk, bemutatva egy sokkal inkább hihető, emberibb, ugyanakkor szemtelen és erotikus oldalát is. A korongról öt kislemez került kiadásra. Elsőként a "Dirrty" című felvétel jelent meg, melynek provokatív videója, a televíziós csatornák kedvence lett, és az Egyesült Államokat leszámítva, világszerte top 10-ben végzett. Az igazi áttörést azonban a második maxi a "Beautiful" jelentette a kislemezlistákon. A felvétel Európa szerte listavezető lett, míg Amerikában éppenhogy lemaradt az első helyről. Végül a dalért a 2003-as Grammy díjátadón az énekesnő megkapta a legjobb pop vokál díját. Még további három kislemez követte a "Beautiful" dal kiadását: a "Fighter", a "Can't Hold Us Down" melynek remix verzióján Lil' Kim rappelt, végül pedig a "The Voice Within" című szám. A sikerszámoknak köszönhetően az album több mint két évig volt jelen a fontosabb nemzetközi listákon. A Stripped című albumból napjainkig több mint 12 millió példány kelt el.
2003-ban Christina Aguilera először Justin Timberlake-kel közösen turnézott. Az együttes projektnek, albumaik után a Justified/Stripped nevet adták. 2003 végén útjaik külön váltak Christina egymaga indult világkörüli The Stripped World Tour című turnéjára európai, japán, valamint ausztrál állomásokkal.
2002-ben találkozott első férjével, Jordan Bratmannel (született 1977. június 4-én), akivel akkor az Azoff Music Management cégnél dolgozott. Irving Azoff, Christina menedzsere mutatta be őket egymásnak. Esküvőjük 2005. november 19-én volt a kaliforniai Napa Valleyben, 130 meghívott vendég előtt. Christina egy Christian Lacroix által tervezett ruhában állt az oltár elé. A vendégeket megkérték, hogy ajándék helyett inkább adakozzanak a Katrina és Rita hurrikán áldozatainak hozzátartozói részére.

### 2004–2009: Házasság,Back to Basics, és első gyermek

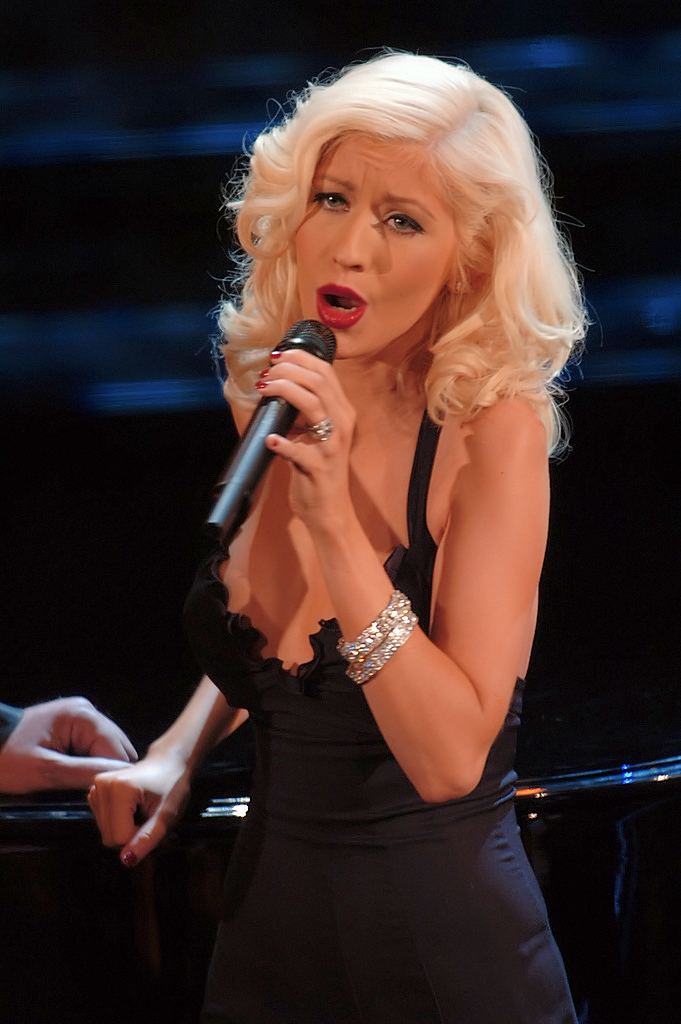
Christina Aguilera 2006-ban Sanremóban

Christina Aguilera ötödik albuma a Back to Basics 2006-ban jelent meg. Az énekesnő elmondása szerint az album a húszas-harmincas évek dzsessz, blues és soul hangzását ötvözi modern stílusban. A lemez többségében jó kritikákat kapott, dicsérve annak két évszázadot átívelő régiest és modernt ötvöző stílusát, bár sokan kritizálták, hogy a felvétel túlságosan terjedelmesre és helyenként összefüggéstelenre sikerült. Az AllMusic egyik kommentátora az albummal kapcsolatban kifejtette: Úgy tűnik, hogy Christinának először tényleg le kellett süllyednie egy "Dirrty" szintjére, ki kellett ezt adnia magából, hogy visszatérhessen saját hangzásával, olyannal, ami magabiztos, stílusos, de egyben szexi is.
A Back to Basics lemezről három híresebb maxi került kiadásra. Elsőként az "Ain't No Other Man" című kislemez, majd a "Hurt" végül pedig a "Candyman". Mindhárom felvétel kiválóan szerepelt a kislemezlistákon az Egyesült Államokban és nemzetközileg egyaránt. Az albumból napjainkig körülbelül 4,5 millió példány kelt el, ebből 1,7 millió az USA-ban.
A felvételt népszerűsítendő Aguilera 2006-ban ismét világ körüli turnéra indult, melyhet 2007-ben 47 amerikai állomás egészített ki. A turné a Back to Basics Tour név alatt futott.
Az album és turné mellett az énekesnő ezúttal több más előadó felvételéhez is kölcsönözte hangját. Ezek közül a legismertebb a Diddy nevű rapper által készített "Tell Me" nevű maxi.
Christina, levelet írt rajongóinak, hogy így köszönje meg a Back to Basics sikerét, ezt hivatalos oldalán lehetett megtekinteni. Az üzenet mellé a Back to Basics korongról jól ismert "Save Me From Myself" című dalhoz készült videó is felkerült. A videó eddig sohasem látott részleteket tartalmaz Christina esküvőjéről.
Aguilera 2007 novemberében bejelentette, hogy első gyermekét várja. Késő terhessége során eladta állapotos fotósorozatát a Marie Claire magazinnak. A képek láttán felkérték, hogy vetkőzzön le a Playboy magazinnak is, de ezt elutasította. 2008. január 12-én, este 10 órakor megszületett Max Liron Bratman, Christina első gyermeke.

### 2010–2011:Bionic,Burlesque, ésThe Voice

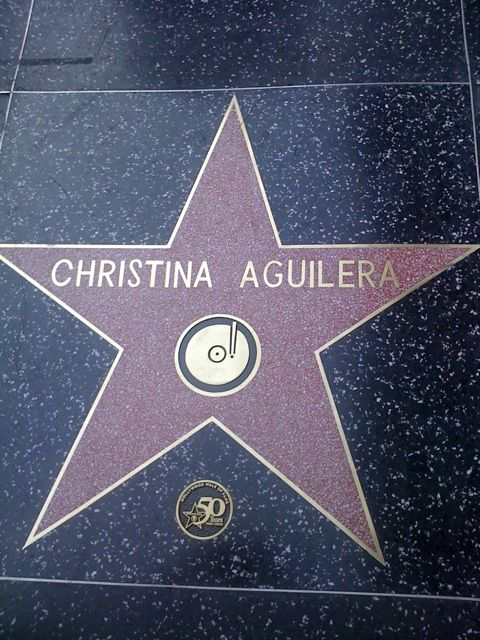
Christina Aguilera csillaga a Hollywood Walk of Fame-en

2010-ben megjelent Christina Bionic című albuma. A felvételt több negatív kritika érte. Allison Stewart a The Washington Post riportere szerint az album, zajos és generikus, de a legnagyobb csalódás azonban Christina Aguilera különleges hangjának elhanyagolása. Más kritikusok az albumot hallgatva úgy érzékelték, hogy Aguilera kétségbeesetten próbál igazodni a jelenlegi trendekhez azonban sikertelenül. Az album első maxilemeze a "Not Myself Tonight", melynek videóját szintén rengeteg negativ kritika érte, rosszul teljesített a listákon, csakúgy mint az azt követő "Woohoo","You Lost Me", illetve "I Hate Boys" felvételek. Napjainkig ez az énekesnő legkevesebb példányban eladott lemeze. Christina Aguilera ugyan bejelentette, hogy ezzel az albummal is turnézni fog, ezt azonban később lemondta azzal magyarázva hogy új lemeze, a Bionic túl sok energiáját felemésztette, és filmes felkérése is lett. Magyar szempontból az album érdekessége még, hogy a "Woohoo" című második maxilemez, melyen egyébként Nicki Minaj rapje hallható, Kovács Kati Add Már Uram az Esőt nevű számából is tartalmaz egy részletet.
2010. október 12-én bejelentette : szakított férjével akivel 8 éve jártak és 4 éve voltak házasok. A hírt először az amerikai US Magazine közölte, amely szó szerint idézte Christinát : „Bár szakítottunk Jordannel, a fiunk Max iránti elkötelezettségünk erősebb mint valaha.” Azért, hogy a gyermek minél könnyebben átvészelje ezt az időszakot, az énekesnő még a Díva filmzenéjének felvételére is magával vitte kisfiát. „Mindent megtesz annak érdekében, hogy csodálatos anyja legyen a fiának. Nagyon sok dolga van, de lassan megtanulja, hogyan kell összehangolnia a karriert a magánélettel. Miután kimondták a válást, Xtina új szerelemre talált Matthew Rutler személyében, aki asszisztensként dolgozott legelső filmjénél.
Christina 2010. november 15-én megkapta a Hollywood Walk of Fame sétány csillagát. Ugyanezen a napon jelent meg első filmje a Burlesque című musical, ami Magyarországon Díva néven futott. A filmben Cherrel együtt játszotta a főszerepet.

### 2012–2017:Lotus, második gyermek, és televíziós projektek

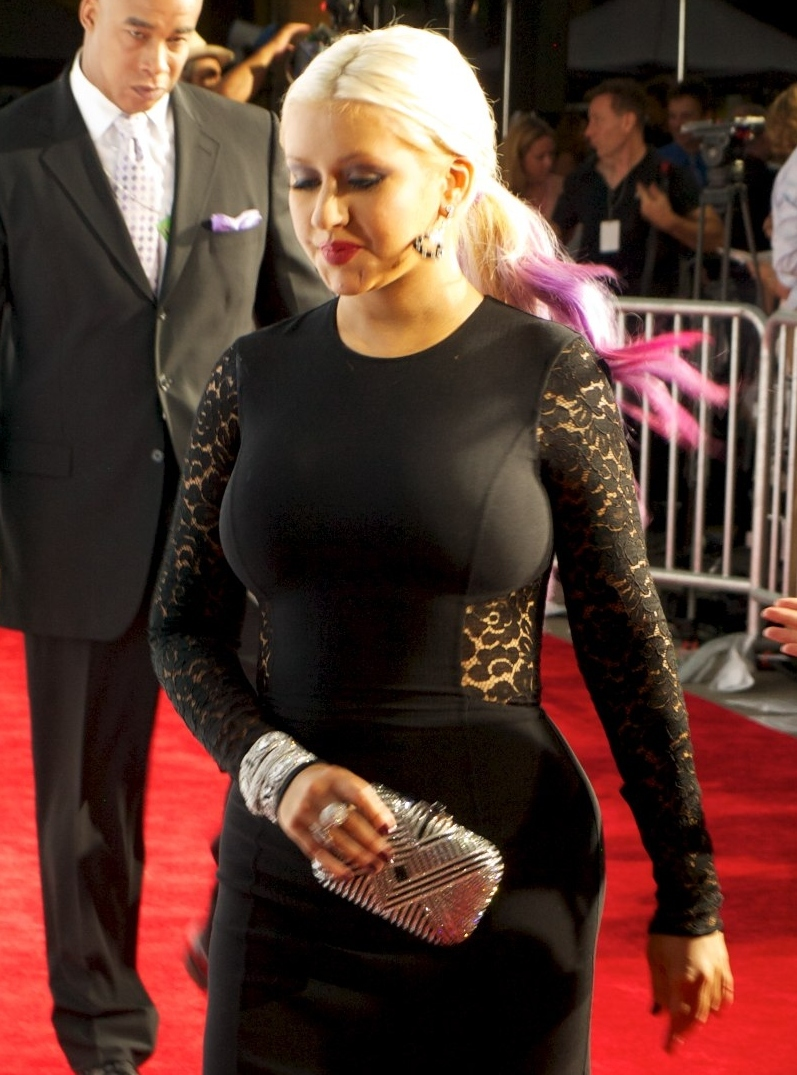
Christina Aguilera 2012-ben

2011 áprilisában Aguilera, Adam Levine, Blake Shelton és Cee Lo Green mellett a The Voice nevű zenés tehetségkutató verseny amerikai szériájának bírája lett. A show ismét a meghozta sikert Christinának. Adam Levine-nel együtt a TV showban debütálták közös felvételüket a "Moves Like Jagger"-t, amely mindamellett, hogy több héten át vezette a Billboard Hot 100 listáját, szerte Európában is listavezető lett. A szám Magyarországon is heteken át vezette a hivatalos magyar listát, a Mahasz Rádiós Top 40-t. A dal lett az énekesnő első listavezető száma itthon.
Válása után több bulvár lap foglalkozott túlsúlyával, melyet még a Díva mozifilm forgatása közben kezdett felszedni.
Christina Aguilera hetedik stúdióalbuma 2012. november 13-án jelent meg. Az albummal kapcsolatban Christina úgy nyilatkozott, hogy az egy ünnepélyes és vidám összeállítás. Az felvételen közreműködik például a The Voice tehetségkutató versenyből már jól ismert, Cee Lo Green és Blake Shelton is.
Az első kislemez a "Your Body" című felvétel, nem lett óriási siker. Az Egyesült Államokban a dal a 34. helyen chartolt a Billboard Hot 100 listáján. A második kislemez, a Blake Shelton közreműködésével készült "Just a Fool" című dal lesz.
A lemez kiadását megelőzendő több internetes média cikkezett Aguilera állítólagos kirohanásáról, melynek célpontja saját menedzsmentje volt. A Billboard magazinban ezzel kapcsolatban a következőt olvashattuk: "Megmondtam a menedzsernek és az egész csapatnak, a testem a saját tulajdonom, úgyhogy jobb ha hozzászoknak, egy molett énekessel dolgoznak együtt." Később ugyanezeket az állításokat tagadta.
2013 januárjában az énekesnő a Pitbull slágerében, a Feel This Momentben működött közre, a dal a Billboard Hot 100 lista élén végzett, ezzel visszahozva a korábbi sikereket. Év végén megjelent közös duettje az A Gret Big World formációval, a Say Something, amelyet jelöltek a 2015 februárjában megrendezett Grammy Díjátadóra is. A The Voice 5. szezon fináléjában Lady Gaga és Christina közösen adták elő Gaga egyik számát, a Do What U Wantot, amely 2014 január első napján megjelent Aguilera közreműködésével.
2014 februárjában barátja, Matthew Rutler eljegyezte, majd bejelentette, hogy újra várandós, márciusban pedig egy malajziai koncertjén azt is elújságolta, hogy kislányt vár. Lányának 2014. augusztus 17-én adott életet Los Angelesben, akit Summer Rain Rutler névre kereszteltek.
2015. február 8-án az A Great Big Worlddel közösen elnyerte 6. Grammy-díját a Legjobb Pop Duó kategóriában.

### 2018–2021:Liberationés Christina Aguilera: The Xperience
Már második terhessége előtt bejelentette, hogy dolgozik egy új albumon, amihez ekkor még nem tűzött hivatalosan megjelenési időt. Elmondása szerint valami teljesen újat próbál alkotni.
Két évad kihagyása után visszatért a The Voice 8. epizódjába, ahol Nick Jonas segíti a munkáját.
Szerepet kapott az amerikai nagyszabású Nashville című sorozat 3. évadjában, amelyben egy Jade nevű énekesnőt alakít. A sorozat apropójából 2015. április 14-én kiadta a "The Real Thing" című számát, majd április 21-én a "Shotgun"-t, amelyeket a sorozathoz készített.
Május 20-án megjelent az "Anywhere But Here", amelyet a Finding Neverland darabhoz vett fel.
Az énekesnő bejelentette, visszatér a The Voice 10. évadjába és az új albumot 2016 elején szeretné megjelentetni. Az album végül Liberation címmel jelent meg 2018. június 15-én. A lemez a Billboard 200 hatodik helyén debütált. Az album népszerűsítése céljából megkezdte a Liberation Tour című amerikai turnéját, ami 2018 szeptemberétől novemberig tartott, és az X Tour elnevezésű európai turnét, ami pedig 2019 júliusától decemberig. 2019 októberében kiadta a Haunted Heart című dalt a számítógépes animációval készült Addams Family – A galád család (film, 2019) című filmhez, majd egy hónappal később a Fall on Me-t, amely második együttműködése az A Great Big World-del.
2020. március 6-án megjelentetett egy promóciós kislemezt a Royal Brave True-t a Mulan élőszereplős feldolgozásából, augusztusban pedig kiadta a Reflection újabb részletét.

## Művészet

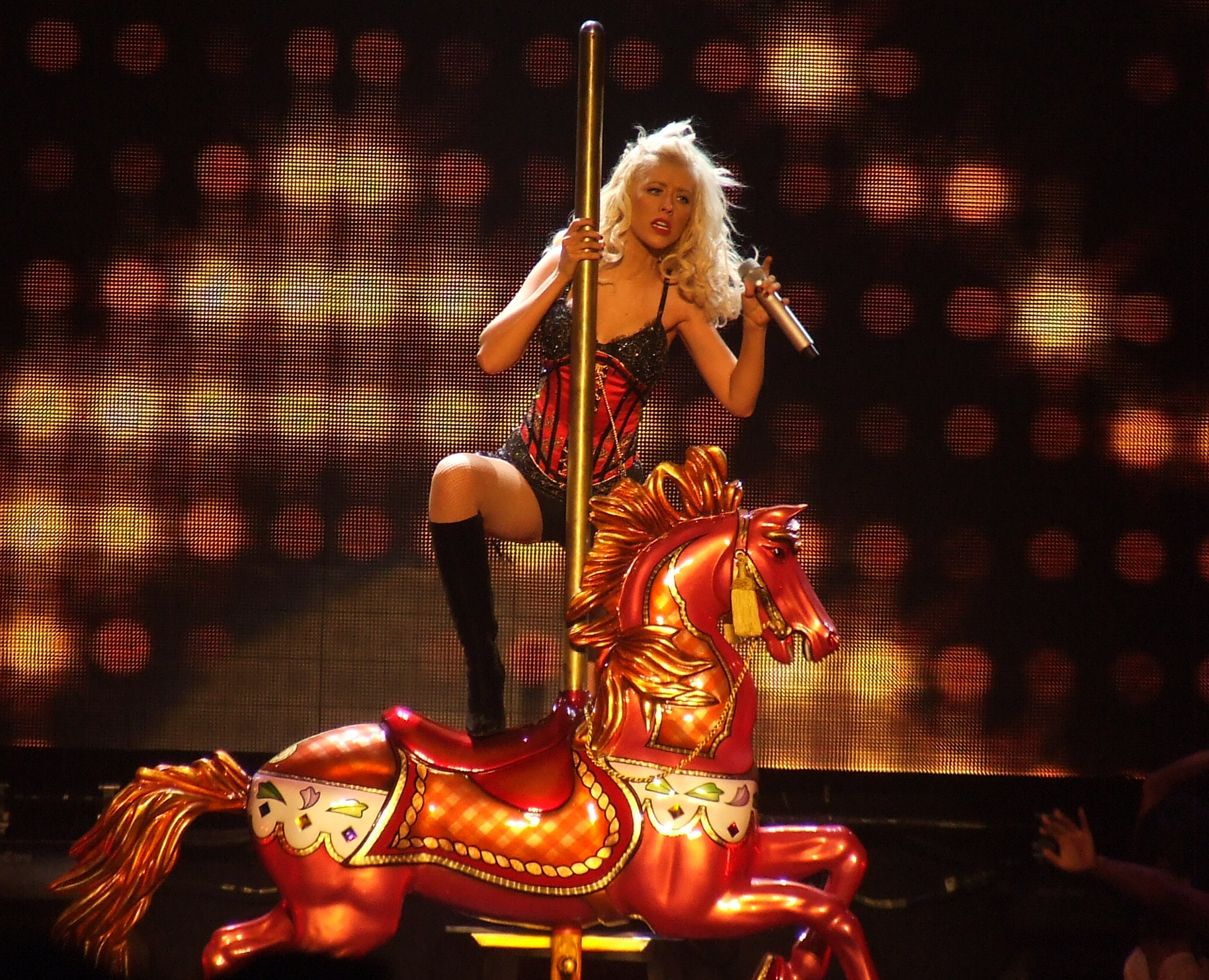
Christina Aguilera előadja a "Dirrty" című számot, a Back to Basics tour egyik állomásán 2006-ban

### Hangi adottságok
Christina Aguilera hangja szoprán. Sokan úgy tartják, hogy generációjának legjobb hangi adottságával rendelkező előadóművésze. Amikor a Blender Magazin 2007-ben összeállított egy listát ami a legjobb 22 énekhangot próbálta egy sorrendbe tömöríteni, Aguilera az 5. helyet szerezte meg, Freddie Mercury, Whitney Houston, valamint Bono mögött. A listát az online magazin olvasóinak szavazatai alapján állították össze. A 49. Grammy díjátadón az énekesnő által előadott "It's A Man's Man's Man's World" dal verzióját, minden idők harmadik legnagyszerűbb Grammy gála előadásának tartják, Céline Dion "My Heart Will Go On", és a Green Day együttes "American Idiot" fellépése után. Egy interjúban Celine Dion Aguilerát korának talán legjobb énekesének nevezte. A Rolling Stone Magazin is összeállított egy a világ legjobb énekeseit tömörítő listát, melyen a magazin 58. helyen említi Christina Aguilerát. Annak ellenére, hogy hangját széles körben nagyra tartják, kritikusok gyakran negatív kritikaként azt is megjegyzik, hogy hajlamos a giccsre, és sokszor túlénekel dalokat.

### Zenei stílus

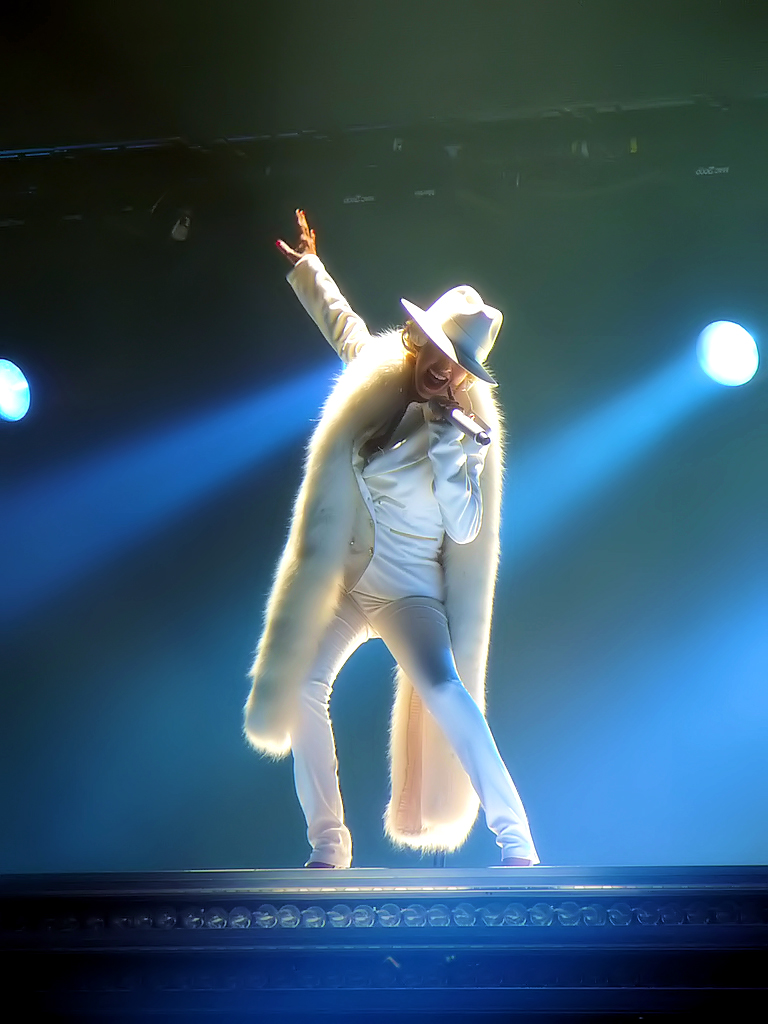
Aguilera előadja az "Ain't No Other Man" című dalt 2006-ban a Back to Basics Tour egyik állomásán

A szerelem Christina Aguilera zenéjének állandó témája, ugyanakkor írt dalokat más tárgyban is, mint hit, emancipáció, vagy gyász. Az énekesnő saját gyermekkorából is merített inspirációt így írva dalt például a családon belüli erőszakról. Christina egy vele készült interjúban arról beszélt, hogy fontosnak tartja a személyes tapasztalatokat, akármennyire is sötét vagy érzékeny dologról legyen szó, mert így esetleg "a hasonló élményekkel rendelkező személyek nem érzik magukat annyira egyedül".
Aguilera karrierje során többszöri stílusváltáson ment keresztül. Első albuma, mely elmondása szerint soha nem fedte valódi személyiséget, úgynevezett "bubblegum" pop stílusban íródott. Második Stripped című nagylemezével, ennek élesen szembement, olyan stílusokat felvonultatva, mint a rock, soul, R&B és hiphop.
Christina többször úgy fogalmazott, hogy nem szeret mindig a legnépszerűbb zenei producerekkel együtt dolgozni, mert azok sokszor nem veszik figyelembe az énekes saját észrevételeit. Többek között ezért szerződtette le az egyébként nem túl híres DJ Premier-t, hogy dolgozzanak együtt 2006-os Back to Basics albumán. Az album elsősorban élő hangszeres zenével készült jazz, illetve blues stílusban.
A 2010-es Bionic album, electro pop zenei elemeket tartalmazott, melyet sok negatív kritika ért.

### Példaképek
Aguilera kedvence énekesnője Etta James, akinek At Last című dalát többször énekelte különböző koncerteken. Etta 2012-es temetésen felkérték, hogy adja elő az At Last című számot. James mellett Christina Madonnát és Janet Jackson-t, nevezte meg, mint fontos inspirációt. Elmondása szerint tőlük tanulta, hogy egy előadóművész mindig legyen nyitott és bátran változtasson stílusán vagy megjelenésén, még akkor is, ha ez rossz sajtóvéleménnyel jár együtt. További példaképei: Whitney Houston, Nina Simone, és Aretha Franklin.

## Parfümjei
2014. Woman
2013. Unforgettable
2012. Red Sin
2011. Secret Potion
2010. Royal Desire
2009. Christina Aguilera by Night
2008. Inspire
2007. Christina Aguilera

## Diszkográfia
| Nagylemezek - Christina Aguilera (1999) - Mi reflejo (2000) - My Kind of Christmas (2000) - Stripped (2002) - Back to Basics (2006) - Bionic (2010) - Lotus (2012) - Liberation (2018) - Aguilera (2022) | Válogatások - Keeps Gettin’ Better – A Decade of Hits (2008) DVD-k - Genie Gets Her Wish (1999) - My Reflection (2001) - Stripped Live in the U.K. (2004) - Back to Basics: Live and Down Under (2007) - Christina Aguilera -The Girl Next Door (2010) - Christina Aguilera-Live (2010) |

## Turnék

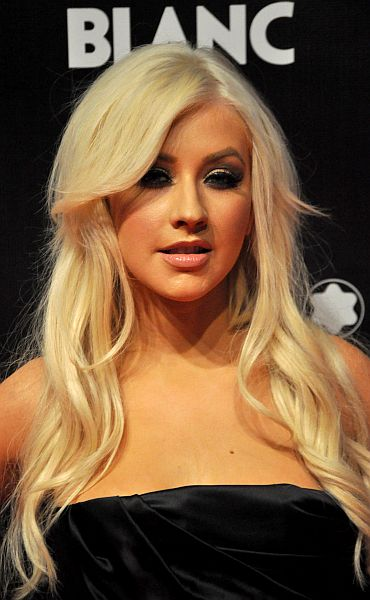
2010 szeptemberében New Yorkban

- Christina Aguilera: In Concert Tour (2000/2001)
- Justified/Stripped Tour / Stripped World Tour (2003)
- Back to Basics Tour (2006/2007)

## Filmográfia
| Év        | Film                 | Szerep   | Típus    |
| --------- | -------------------- | -------- | -------- |
| 1993-1995 | Mickey Mouse Club    | önmaga   | show     |
| 2004      | Saturday Night Live  | hostess  | talkshow |
| 2010      | Get Him to the Greek | önmaga   | mozifilm |
| 2010      | Díva                 | Ali Rose | musical  |
| 2018      | Partiállat           | önmaga   | mozifilm |

## Elismerések és díjak
Christina Aguilera karrierje során számos díjat és elismerést kapott. Az énekesnő eddig 6 Grammy-díjat nyert. Négyet szóló énekesként, kettőt pedig közreműködésért. 2010-ben Aguilera csillagot kapott a Hollywoodi hírességek sétányán.
Grammy-díjak
| Év   | Jelölt felvétel                                    | Díj                                          | Eredmény |
| ---- | -------------------------------------------------- | -------------------------------------------- | -------- |
| 2000 | Christina Aguilera                                 | Best New Artist                              | Elnyerte |
| 2000 | "Genie in a Bottle"                                | Best Female Pop Vocal Performance            | Jelölve  |
| 2001 | "What a Girl Wants"                                | Best Female Pop Vocal Performance            | Jelölve  |
| 2001 | Mi Reflejo                                         | Best Latin Pop Album                         | Elnyerte |
| 2002 | "Nobody Wants to Be Lonely"(duett Ricky Martinnal) | Best Pop Collaboration with Vocals           | Jelölve  |
| 2002 | "Lady Marmalade"                                   | Best Pop Collaboration with Vocals           | Elnyerte |
| 2003 | "Dirrty"(featuring Redman)                         | Best Pop Collaboration with Vocals           | Jelölve  |
| 2004 | "Beautiful"                                        | Song of the Year                             | Jelölve  |
| 2004 | "Beautiful"                                        | Best Female Pop Vocal Performance            | Elnyerte |
| 2004 | "Can't Hold Us Down"(featuring Lil' Kim)           | Best Pop Collaboration with Vocals           | Jelölve  |
| 2004 | Stripped                                           | Best Pop Vocal Album                         | Jelölve  |
| 2006 | "A Song for You"(duett Herbie Hancockkal)          | Best Pop Collaboration with Vocals           | Jelölve  |
| 2007 | "Ain't No Other Man"                               | Best Female Pop Vocal Performance            | Elnyerte |
| 2007 | Back to Basics                                     | Best Pop Vocal Album                         | Jelölve  |
| 2008 | "Candyman"                                         | Best Female Pop Vocal Performance            | Jelölve  |
| 2008 | "Steppin' Out"(duett Tony Bennettel)               | Best Pop Collaboration with Vocals           | Jelölve  |
| 2012 | "Moves Like Jagger"                                | Best Pop Duo/Group Performance               | Jelölve  |
| 2012 | "Díva" filmzene                                    | Best Compilation Soundtrack for Visual Media | Jelölve  |
| 2015 | "Say Something" (duett az A Great Big Worlddel)    | Best Pop Duo/Group Performance               | Elnyerte |

Billboard Music Awards
| Év   | Jelölt felvétel     | Díj                       | Eredmény |
| ---- | ------------------- | ------------------------- | -------- |
| 1999 | Christina Aguilera  | Best New Pop Artist       | Jelölve  |
| 2000 | Christina Aguilera  | Female Artist of the Year | Elnyerte |
| 2003 | Christina Aguilera  | Female Artist of the Year | Elnyerte |
| 2012 | "Moves Like Jagger" | Top Hot 100 Song          | Jelölve  |
| 2012 | "Moves Like Jagger" | Top Digital Song          | Jelölve  |
| 2012 | "Moves Like Jagger" | Top Pop Song              | Jelölve  |
| 2012 | "Moves Like Jagger" | Top Radio Song            | Jelölve  |

Billboard Latin Music Awards
| Év   | Jelölt felvétel | Díj                               | Eredmény |
| ---- | --------------- | --------------------------------- | -------- |
| 2000 | Mi Reflejo      | Pop Album of the Year, Female     | Elnyerte |
| 2000 | Mi Reflejo      | Pop Album of the Year, New Artist | Elnyerte |

Billboard Touring Awards
| Év   | Jelölt felvétel     | Díj                 | Eredmény |
| ---- | ------------------- | ------------------- | -------- |
| 2007 | Back to Basics Tour | Top Package         | Jelölve  |
| 2007 | Back to Basics Tour | Breakthrough Artist | Jelölve  |

MTV Europe Music Awards
| Év   | Jelölt felvétel    | Díj              | Eredmény |
| ---- | ------------------ | ---------------- | -------- |
| 2001 | "Lady Marmalade"   | Best Song        | Jelölve  |
| 2003 | "Beautiful"        | Best Song        | Jelölve  |
| 2003 | Stripped           | Best Album       | Jelölve  |
| 2003 | Christina Aguilera | Best Female      | Elnyerte |
| 2003 | Christina Aguilera | Best Pop         | Elnyerte |
| 2006 | Back to Basics     | Best Album       | Jelölve  |
| 2006 | Christina Aguilera | Best Female      | Elnyerte |
| 2006 | Christina Aguilera | Best Pop         | Jelölve  |
| 2007 | Christina Aguilera | Best Solo Artist | Jelölve  |
| 2008 | Christina Aguilera | Best Act Ever    | Jelölve  |